# Sahavato
Sahavato is een plaats en gemeente in Madagaskar gelegen in het district Nosy Varika van de regio Vatovavy-Fitovinany. Er woonden bij de volkstelling in 2001 ongeveer 28.000 mensen.
In de plaats is een rivierbeddinghaven. Ook is er een basisonderwijs en voortgezet onderwijs voor jonge kinderen beschikbaar. 90% van de bevolking is landbouwer. Het belangrijkste gewas is koffie, maar er wordt ook cassave en rijst verbouwd. 10% van de bevolking is werkzaam in de dienstensector.